# Coleophora monoceros
Coleophora monoceros é uma espécie de mariposa do gênero Coleophora pertencente à família Coleophoridae.